# 提拉茲維
提拉兹维（字面意思為兹维的堡垒 ）是位於以色列贝特谢安山谷的一個篤信宗教的基布兹社區，在以色列贝特谢安市以南十公里处，约旦河以西和以色列-约旦边境以西的，由湧泉谷地區議會管轄。2019年人口为901人。

## 名称
提拉兹维的意思是兹维的堡垒。它以犹太复国主义运动的创始組織，錫安之愛的领导人茲維·赫希·卡利舍爾拉比（Zvi Hirsch Kalischer） (1795-1874) 的名字命名，而tira或“堡垒”是指从阿拉伯政治家兼地主穆萨·阿拉米（Musa al-Alami）手中购入的一座两层泥砖结构建築。

## 历史

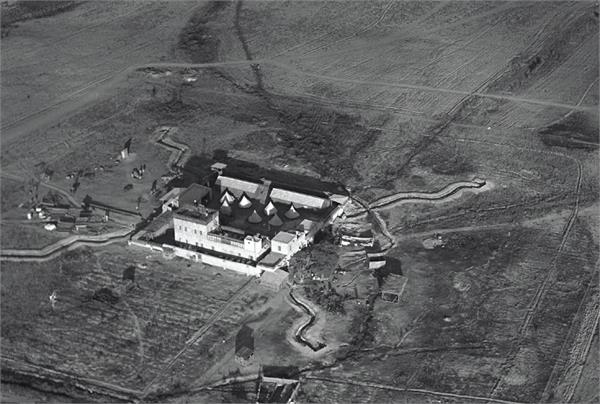
提拉兹维，1939年

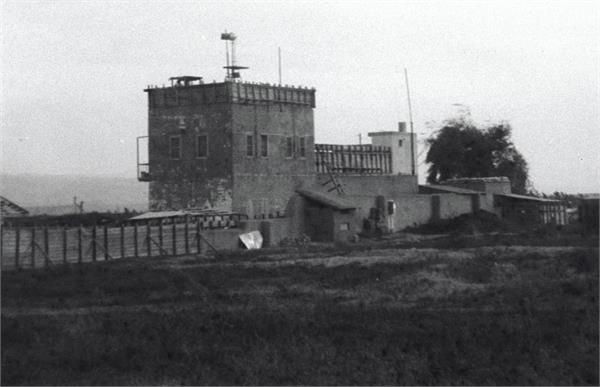
提拉兹维，1937年

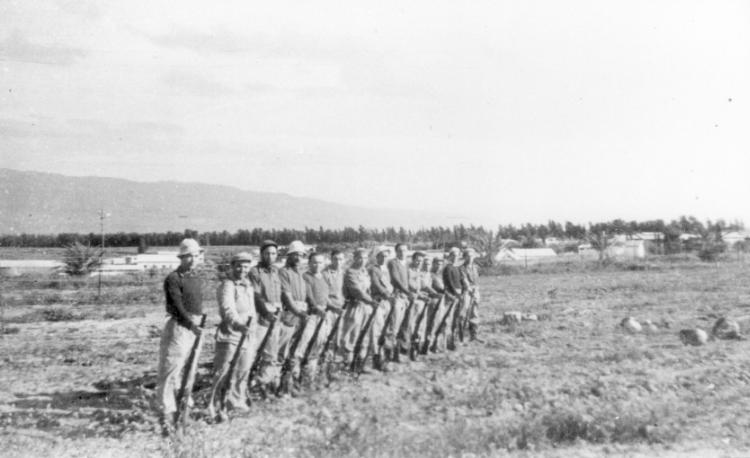
帕爾瑪赫軍隊成员于 1947 年底在 提拉兹维训练

提拉兹维成立于 1937 年 6 月 30 日，是塔與柵欄定居計劃的一部分。提拉兹维的成立者是来自德国、波兰和罗马尼亚的犹太人，分別来自三个地方的群体：佩塔提克瓦附近的Rodges 小組、雷霍沃特附近的 Shahal 小組以及來自卡法耶維茲（Kfar Yavetz）的人們。 Rodges 小组以德国村庄Rodges 命名，Rodges 是篤信宗教的犹太复国主义者培訓中心（一些協助青少年为阿利亞運動作准备移居到巴勒斯坦的农场），提拉兹维的许多成立者都曾踏足该村庄。Shahal 小組以米茲臘希運動的创始人森美爾·查姆·蘭度拉比（Shmuel Chaim Landau，1892-1928 年）的名字命名，他的希伯来语首字母缩写词「ShaChaL」或「狮子」是他的稱號。
1936-1939年阿拉伯起义其間，提拉兹维在1938年2月28日被一群阿拉伯武装暴徒袭击，袭击最後被定居者阻止，双方伤亡惨重。 1948 年 2 月 20 日，就在邻近的阿拉伯国家正式加入1948 年阿以战争之前，穆罕默德·萨法 (Muhammed Safa) 率领的阿拉伯解放军其中一个营袭击提拉兹维。60 名袭击者被杀后，阿拉伯人被击退。基布兹的一名成员 Naftali Friedlander 在战斗中丧生。
提拉兹维定居点建立在荒廢阿拉伯人村莊al-Khunayzir和 al-Zarra'a 的土地上。

## 气候
提拉兹维位于海平面以下 220 米。1942 年 6 月 21 日，它錄得了亚洲白天最高温度紀錄（54℃；129.2°F），尽管此测量的有效性受到质疑，但根据发布的温度记录数据，它似乎介于攝氏 52.0 ℃到 54.4 ℃之间。

## 经济
提拉兹维经营着一家名为Tiv的肉类加工厂，在国内外销售肉類产品。提拉兹维是以色列最大的椰枣种植商，拥有 18,000 棵树木。提拉兹维也有棗椰樹葉子業務。提拉兹维与火山研究所的科学家合作，开发了一种将棕榈叶保存数月的方法，使棕榈叶能够在春季收成并在秋季出售，用于住棚节假期。2009 年，它生产了 70,000 个棗椰樹葉子。

## 外部連結
- 官方网站（英文） （页面存档备份，存于）
- Hodaya 的 I-Face 项目：Alice Eitan。 （页面存档备份，存于）有关德国 Rodges 农舍的照片、Petach Tikva 附近的 Rodges 移民营地，以及相关的传记。